# آموس هاولي
آموس هاولي (بالإنجليزية: Amos Hawley)‏ هو عالم اجتماع أمريكي، ولد في 5 ديسمبر 1910، وتوفي في 31 أغسطس 2009.

## وصلات خارجية
- آموس هاولي على موقع الموسوعة البريطانية (الإنجليزية)